# 清水警察署
清水警察署（しみずけいさつしょ）は、静岡県静岡市清水区にある静岡県警察管轄の警察署。

## 所在地
- 静岡県静岡市清水区天王南1-35

## アクセス
- JR東海道本線清水駅からしずてつジャストラインバスに乗車し「清水警察署前」下車

## 管轄区域
- 静岡市清水区

## 沿革
- 2007年（平成19年）3月26日 - 「六代目山口組六代目清水一家壊滅対策本部」を新設。
- 2008年（平成20年）4月1日 - 庵原郡を管轄とした旧蒲原警察署の区域にある富士川町、由比町が11月1日にそれぞれ富士市、静岡市へ編入合併されるに先立ち、蒲原警察署を蒲原分庁舎に格下げ。同時に、旧蒲原警察署の管轄区域だった、由比町・旧蒲原町の区域を編入。

## 組織
- 署長
- 副署長兼中部方面副業務統括官
- 警務課
- 会計課
- 生活安全課
- 地域課
- 刑事課
- 交通課
- 警備課

## 交番
- 三保交番(折戸)
- 村松交番(村松一丁目)
- 駒越交番(迎山町)
- 北脇交番(北脇)
- 草薙交番(草薙一丁目)
- 高部交番(押切)
- 水上交番(日の出町)
- 相生交番(島崎町)
- 神田町交番(神田町)
- 庵原町交番(庵原町)
- 袖師交番(横砂西町)
- 桜橋交番(淡島町)
- 清水駅前交番(辻一丁目)
- 興津交番(興津本町)
- 由比交番(由比今宿)
- 新蒲原駅前交番(蒲原)

## 警察官駐在所
- 小島警察官駐在所(但沼町)
- 宍原警察官駐在所(宍原)
- 和田島警察官駐在所(和田島)

## 主な事件・災害
- 清水局事件 - 1948年
- 一家4人強盗殺人放火事件 - 1966年（昭和41年）6月30日に清水市横砂（現：清水区横砂東町）の味噌製造会社専務宅で火災が発生、焼け跡から一家4人が他殺焼死体で発見された事件[1]。同年8月18日に被疑者として同社従業員の袴田巌が逮捕され、1980年（昭和55年）に死刑が確定したが、2024年に無罪が言い渡された。
- 1968年（昭和43年）
  - 2月20日 - ライフル魔事件: 犯人は清水市内のクラブでライフル銃を用いて2人を射殺、後に川根本町の寸又峡温泉旅館に人質を取って立てこもったが、事件発生5日後に逮捕[1]。
  - 6月29日: 袖師の女子工員殺害事件[1]
- 七夕豪雨 - 1974年（昭和49年）7月7日に台風8号の影響で発生、市内で死者4人、負傷者31人、全壊家屋9戸、半壊家屋33戸、床上浸水家屋8532戸、床下浸水家屋10651戸[1]。
- 暴力団幹部による元市議会議員殺害事件 - 1977年（昭和52年）8月下旬、暴力団幹部が配下の3人と共謀し、金銭の貸し借り関係にあった元市議会議員（約束した土地の名義変更手続きに応じなかったため、暴力団幹部が憤慨していた）を清水市戸倉の山中に連れ出し、車内で首を絞めて殺害、山中に遺体を埋めた事件[1]。

### 未解決事件
- 日本平山頂における男性殺人・死体遺棄事件[2]